# Il Trentino
Il Trentino è stato il principale quotidiano trentino di ispirazione cattolica degli inizi del Novecento.
Prima sotto il nome di La Voce Cattolica, si chiamerà Trentino a partire dal 1906 e nel primo dopoguerra Il Nuovo Trentino.
Il quotidiano fu animato da personalità di spicco del mondo cattolico trentino, tra cui Celestino Endrici, Alcide De Gasperi e Guido De Gentili. Proprio un articolo di Alcide De Gasperi che del giornale fu direttore, in data 17 marzo 1906, spiegava le ragioni del cambiamento di nome da La Voce cattolica a Il Trentino, richiamando un'esigenza di laicizzazione nelle forme di presenza pubblica dei cattolici.